# プレオブラジェンスコエ
プレオブラジェンスコエ（ロシア語: Преображе́нское, ラテン文字転写: Preobrazhenskoye）は、かつてソビエト連邦ロシア・ソビエト連邦社会主義共和国カムチャツカ州アレウト地区に存在した自治体（村落）（セロ（ロシア語: село））。カムチャツカ半島の東に位置するコマンドルスキー諸島メードヌイ島に存在した。現在、村落の存在した場所は、ロシア連邦カムチャツカ地方アレウト地区に属する。
プレオブラジェンスコエは、19世紀にアリューシャン列島ニア諸島アッツ島から移住してきたアレウト人によって建設された。住人は、銛や槍を用いた捕鯨やアザラシ猟を営んでいた。この捕鯨や海洋動物の狩猟がプレオブラジェンスコエに住む人々の経済的な大黒柱であった。
メードヌイ島に存在した集落の中で最も大きかったが、1960年代後半には人口が減少して無人化し、1970年に廃止された。